# Thiết Lĩnh (huyện)
Thiết Lĩnh (chữ Hán giản thể: 铁岭县, âm Hán Việt: Thiết Lĩnh huyện) là một huyện của địa cấp thị Thiết Lĩnh, tỉnh Liêu Ninh, Cộng hòa Nhân dân Trung Hoa. Huyện Thiết Lĩnh có diện tích 2231 km², dân số 380.000 người. Mã số bưu chính của Thiết Lĩnh là 112000. Chính quyền nhân dân huyện Thiết Lĩnh đóng tại số 15, đường Nam Mã của Ngân Châu. Huyện này được chia ra thành 7 trấn, 7 hương, 2 hương dân tộc.
- Trấn: A Cát, Trấn Tây Bảo, Tân Đài Tử, Yêu Bảo, Phàm Hà, Bình Đỉnh Bảo, Đại Miếu Tử.
- Hương: Thái Ngưu, Song Tỉnh Tử, Hùng Quan Truân, Lý Thiên Hộ, Kê Quán San.
- Hương dân tộc: hương dân tộc Mãn Hoành Đạo Hà Tử, hương dân tộc Mãn Bạch Kỳ Trại.